# Vought XF2U
Vought XF2U là một mẫu thử máy bay tiêm kích hai tầng cánh của Hoa Kỳ, được Hải quân Hoa Kỳ thử nghiệm vào cuối thập niên 1920.

## Tính năng kỹ chiến thuật
Dữ liệu lấy từ Angelucci, 1987. các trang 433-434.
Đặc điểm tổng quát
- Kíp lái: 2
- Chiều dài: 27 ft 0 in (8.22 m)
- Sải cánh: 36 ft 0 in (10.97 m)
- Chiều cao: 10 ft 0 in (3.04 m)
- Diện tích cánh: 318 ft2 (29.54 m2)
- Trọng lượng rỗng: 2.539 lb (1.152 kg)
- Trọng lượng có tải: 3.907 lb (1.772 kg)
- Động cơ: 1 × Pratt & Whitney R-1340-C/D, 450 hp ( kW)

Hiệu suất bay
- Vận tốc cực đại: 146 mph (235 km/h)
- Vận tốc hành trình: 110 mph (177 km/h)
- Tầm bay: 495 dặm (797 km)
- Trần bay: 18.700 ft (5.700 m)
- Vận tốc lên cao: 910 ft/min (4,63 m/s)

Vũ khí trang bị
- 3x súng máy.30in